# Kosjovy otaman

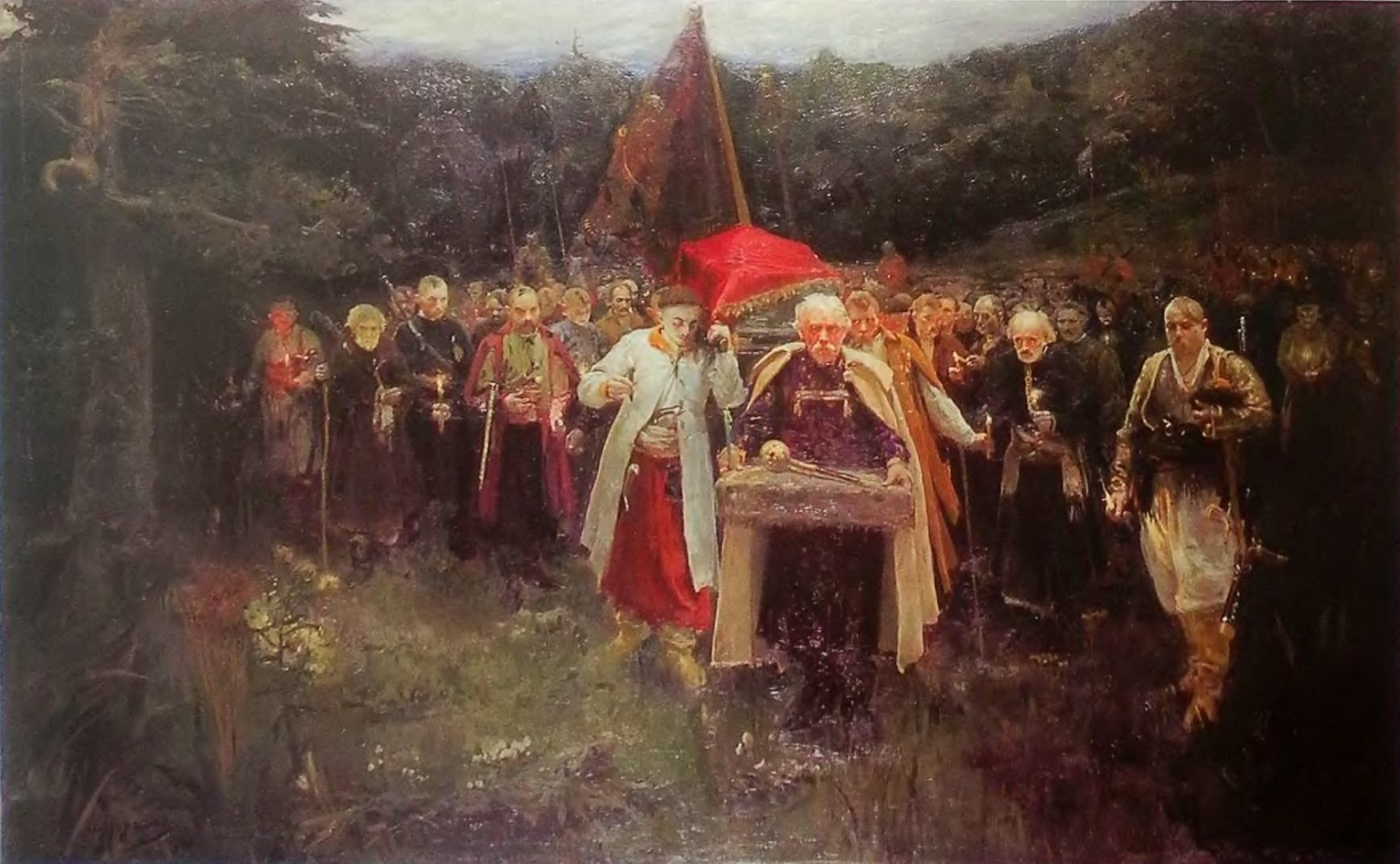
Begrafenisceremonie van een Otaman van het legioen door Oleksandr Moerasjko (1900)

Een Kosjovy otaman (Oekraïens: Кошовий отаман, Koshovyi otaman; Russisch: Кошевой атаман, Koshevoy ataman; Pools: Ataman koszowy; ook Kosjovy van het Zaporozje-Kozakkenlegioen) was een hoofdofficier van de Kisj (centraal orgaan van de regering) van het Zaporozje-legioen in de 16e tot 18e eeuw.

## Overzicht
De otaman werd gekozen door een raad van oudere officieren, de starsjyna, van het Zaporozje-legioen. De positie bevatte de hoogste militaire, administratieve en gerechtelijke bevoegdheden. Tot de oprichting van de Kozakken-Hetmanaat, de titel werd door elkaar gebruikt met Hetman. Tijdens militaire campagnes waren de bevoegdheden van een otaman vrijwel onbeperkt, maar in vredestijd richtte hij de belangrijkste militaire en politieke kwesties aan de starsjyna en andere militaire raden. Een Kosjovy otaman werd gekozen voor een periode van één jaar en werd in uitzonderlijke gevallen herkozen. Na het verstrijken van zijn termijn kwam het neer op het rapporteren over zijn activiteiten aan een militaire raad. De Kosjovy otaman die niet werd herkozen, keerde terug naar zijn toegewezen koerin.
De laatste Kosjovy otaman Petro Kalnysjevsky werd tien jaar op rij herkozen, tot de liquidatie van de Zaporozka Sitsj in 1775.

## Taken
- Het openen van militaire raden (cirkel)
- Leiding geven aan de Starsjyna-rada
- Diplomatieke betrekkingen met het buitenland
- Het verdelen van militaire trofeeën
- Het verdelen van winst van de douane verdelen
- Het legitimiseren van de verdeling van weiden, landgoederen en land voor jacht en visserij
- Bevestigen van de Kisj starsjyna gekozen door de Sitsj-raad
- Benoemen van palanka's en andere starsjyna's en soms ook militairen
- Optreden als hoogste rechter en het laten gelden van de vonnissen van een Kisj-rechter
- Het aanvaarden van geestelijken uit Kiev en benoemen van priesters in de kerken van de Sitsj en palanka's
- Het benoemen van een nakazny otaman als zijn plaatsvervanger tijdens zijn afwezigheid.

In 1723 werd deze rang afgeschreven met de benoeming van een nakazny otaman (Наказний отаман, 'benoemd' of 'waarnemend otaman') door de tsaar van Rusland. Onder de beroemdste Kosjovy otamans waren Ivan Pidkova, Ivan Sirko en Petro Kalnyshevsky. Er waren minstens 30 Kosjovy otamans in de geschiedenis van de Zaporizka Sitsj vóór de ineenstorting in 1775. Er is niets bekend over de Kosjovy otamans van de Tomak Sitsj, Bezlavoek Sitsj en Mykytyn Rih Sitsj. De langst bestaande Sitsj was de Chortomlyk Sitsj waarvan de meeste informatie bewaard is gebleven. Na de nederlaag in de Slag bij Poltava en de Sitsj-inval bracht Kost Hordiyenko de Sitsj stroomafwaarts langs de Dnjepr naar de oude nederzetting Olesjky in 1709, die deel uitmaakte van Ottomaanse Rijk. Het duurde zo'n 25 jaar voordat de Russische regering de Kozakken toestond om terug te keren om de Nieuwe Sitsj te herstellen door Ivan Malasjevytsj. Met de vernietiging van de Zaporoska Sitsj in 1775 verhuisden de Zaporozje-Kozakken naar de Donaudelta.